# Pièce commémorative de 2 euros
Vous lisez un « article de qualité » labellisé en 2008.
Une pièce commémorative de 2 euros est une pièce de 2 euros frappée par un État membre de la zone euro ou par un des micro-États autorisés à frapper des pièces de monnaie libellées en euro, destinée à commémorer un événement historique ou célébrer un événement actuel important. Ces pièces ont les mêmes caractéristiques techniques que les autres pièces de 2 euros et portent le revers commun de ces pièces mais un avers différent de la face nationale habituelle.
Elles ont cours légal dans toute la zone euro, et peuvent être utilisées comme n'importe quelle autre pièce de 2 euros. Cependant, selon leur rareté, elles sont prisées par les collectionneurs.
Fin 2024, 548 types de pièces commémoratives de 2 euros avaient déjà été frappées : 463 émises par les États de leur propre initiative, et 85 issues des cinq séries communes. Limité à une seule pièce de 2004 à 2011 (à l'exception des pièces commémoratives communes), puis à deux pièces à partir de 2012, le nombre de pièces commémoratives différentes émises chaque année a fortement augmenté : de 6 pièces en 2004 à 35 pièces en 2024. Aux pièces commémoratives nationales s'ajoutent les cinq séries de pièces commémoratives communes émises en 2007, 2009, 2012, 2015 et 2022. 

## Règles et recommandations
Les pièces commémoratives de 2 € sont, comme les autres pièces en euro destinées à la circulation, soumises à la règlementation européenne. Le Journal officiel de l'Union européenne spécifie notamment les caractéristiques des pièces,.
Depuis 2004, les États membres de la zone euro sont autorisés par le Conseil européen à frapper des pièces commémoratives. Toutefois, ces émissions sont soumises à un certain nombre de recommandations.
Tout d'abord, la pièce de 2 € est la seule valeur qui peut être utilisée pour de telles émissions et, comme toutes les autres pièces en euro, les pièces commémoratives ont une face commune et une face nationale. Seule cette dernière est autorisée à changer.
Un règlement du Parlement européen et du Conseil, datant de 2012, limite le nombre de pièces commémoratives à deux par État membre et par an, sans compter une éventuelle émission commune par tous les pays de la zone euro. Outre ces deux pièces commémoratives, l'État membre est autorisé à émettre une pièce à l'occasion de la vacance temporaire ou de l'occupation provisoire de la fonction de chef d'État (ce qui est notamment utilisé par le Vatican lors de la vacance du Siège apostolique). Avant l'entrée en vigueur de ce règlement en août 2012, les pays utilisant l'euro ne pouvaient émettre qu'une seule pièce commémorative par an.
Le tirage total de pièces commémoratives mises en circulation par an ne doit pas dépasser le plafond le plus élevé des deux suivants :
- 0,1 % du volume total de pièces de 2 € mises en circulation dans toute la zone euro ;
- 5,0 % du volume d'émission national cumulé de pièces de 2 €.

Exceptionnellement, le plafond de 0,1 % peut être porté à 2,0 % pour commémorer un événement hautement symbolique et de portée réellement universelle, à condition que l'État membre concerné s'abstienne d'émettre des pièces commémoratives pendant les quatre années suivantes.
La recommandation applicable depuis 2006 pour les pièces en euro destinées à la circulation s'applique également. Elle indique que l'État émettant une pièce doit être clairement identifiable, en faisant figurer soit son nom, soit une abréviation, sur la face nationale. Ni la valeur unitaire, ni le nom de la monnaie unique ne doivent être répétés sur la face nationale. En revanche, la gravure sur la tranche de la pièce de 2 € peut mentionner la valeur unitaire. Cette recommandation ne s'applique pas rétroactivement. Les nouveaux dessins des pièces destinées à la circulation, et donc y compris ceux des pièces commémoratives de 2 € émises à partir de 2006 sont concernés.
À partir de 2009, une nouvelle recommandation modifie la précédente. L'État émettant une pièce doit toujours être clairement identifiable mais la face nationale peut désormais porter la mention du nom de la monnaie unique, à condition que celle-ci découle de l'utilisation d'un alphabet différent de l'alphabet latin. La gravure sur la tranche de la pièce de 2 € doit également être la même pour toutes les pièces de 2 €, commémoratives ou standard, émises par le même État membre. De plus, la face nationale des pièces en euros destinées à la circulation doit comporter les douze étoiles européennes entourant complètement le dessin national, y compris le millésime et l'indication du pays émetteur. Cette recommandation n'est pas rétroactive, c'est-à-dire qu'elle ne concerne pas les faces nationales des pièces dont le dessin a été approuvé avant l'adoption de cette recommandation.
Le dessin de chaque pièce est publié dans le Journal officiel de l'Union européenne.

## Séries particulières

### Communes
En 2007, à l'occasion du cinquantième anniversaire du traité de Rome, 13 pièces commémoratives de 2 € ont été émises par tous les pays de l'Union européenne utilisant l'euro à cette époque. Ceci s'est répété en 2009, à l'occasion du dixième anniversaire de l'Union économique et monétaire, avec une émission spéciale de 16 pièces commémoratives de 2 €. En janvier 2012, les pays membres de la zone euro ont émis une troisième pièce commune, une série de 17 pièces pour célébrer le dixième anniversaire des billets et pièces en euros. Enfin, en 2015, les 19 pays de la zone procèdent à une émission commune célébrant le 30e anniversaire du drapeau européen.
Une cinquième émission commune, commémorant le 35e anniversaire du programme Erasmus, a eu lieu en 2022.

### Spécifiques à un pays
De 2006 à 2022, l'Allemagne émet une première série de 16 pièces commémoratives sur les 16 Länder allemands. Chaque pièce commémore la présidence successive d'un des Länder au Bundesrat, à l'aide d'un monument emblématique.
En 2010, l'Espagne a commencé une série de pièces commémoratives dédiées aux sites espagnols inscrits sur la liste du Patrimoine mondial de l'Unesco.
De 2011 à 2015, Malte a émis une série de cinq pièces commémoratives sur son histoire constitutionnelle.
En 2016, Malte a commencé deux nouvelles séries : cinq pièces commémoratives sur des thèmes universels dessinés par des enfants, et sept sur des sites préhistoriques.
De 2016 à 2018, la Lettonie a émis une série de quatre pièces commémoratives sur ses régions.
En 2019, la Lituanie a commencé une série de cinq pièces commémoratives sur ses régions ethnographiques.
En 2021, la France a commencé une série de quatre pièces destinées à commémorer les Jeux olympiques d'été de 2024, qui n'est constituée que de pièces de collection et n'est donc pas présente en circulation.
À partir de 2023, l'Allemagne émet une deuxième série de 16 pièces commémoratives sur les 16 Länder allemands.

## Mise en circulation

### Belgique
En Belgique, depuis 2018, il n’est plus possible de retirer des pièces commémoratives aux guichets d’une banque ou de la Banque nationale de Belgique. La production de nouvelles cartouches de pièces commémoratives de 2 euro a été arrêtée. Depuis quelque temps, celles-ci sont uniquement proposées en coincards pour les collectionneurs, au prix de 10 euros. Certaines pièces antérieures, en particulier la pièce « Atomium » émise à 5 millions d'exemplaires en 2006, sont couramment en circulation.

## Chronologie et répartition géographique

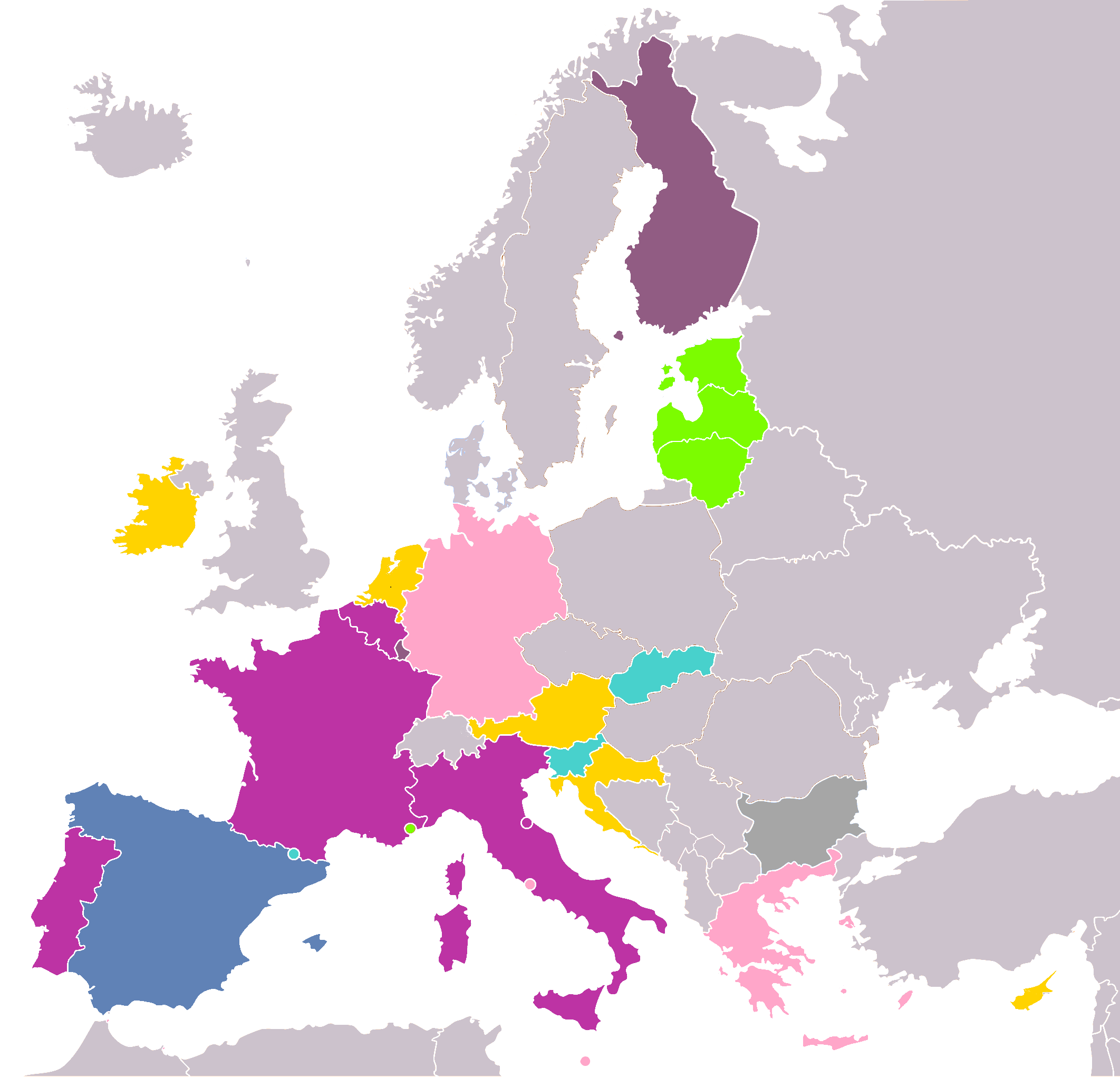
37 à 40 pièces émises
33 à 36 pièces émises
29 à 32 pièces émises
25 à 28 pièces émises
21 à 24 pièces émises
17 à 20 pièces émises
13 à 16 pièces émises
9 à 12 pièces émises
5 à 8 pièces émises
1 à 4 pièces émises
Pays en dehors de la zone euro

Fin 2024, tous les pays autorisés à frapper des pièces en euro ont déjà émis au moins une pièce commémorative de 2 € de leur propre initiative. Le dernier pays à le faire, la Croatie, a émit sa première pièce commémorative en 2023.
La Grèce a été le premier pays à émettre une pièce commémorative de 2 € pour célébrer les Jeux olympiques d'Athènes en 2004. La Finlande, le Luxembourg, Saint-Marin et le Vatican sont les seuls pays à avoir émis de leur propre initiative au moins une pièce chaque année depuis 2004. En prenant en compte les émissions communes, l'Italie a également émis au moins une pièce chaque année sans discontinuer depuis 2004. Andorre, la Lettonie et la Lituanie ont émis chaque année au moins une pièce de leur propre initiative depuis leur autorisation d'émission respectivement en 2014, 2014 et 2015.
Fin 2024, les pays ayant émis le plus de pièces commémoratives sont la Finlande et le Luxembourg (37 pièces), l'Italie (36), la Belgique, le Portugal et la France (33). Les pays les moins émetteurs sont la Croatie (3), Chypre, l'Irlande, l'Autriche (8 pièces), et les Pays-Bas (9 pièces). Si l'on ne compte que les émissions de leur propre initiative, les pays les plus émetteurs sont la Finlande, le Luxembourg et Saint-Marin (32 pièces) puis l'Italie et le Vatican (31), tandis que les pays ayant émis le moins sont l'Autriche, la Croatie, et l'Irlande (3 pièces), puis Chypre et les Pays-Bas (4 pièces).

### Historique des émissions
En 2004, pour cette première année, six pays émettent chacun une pièce : la Grèce, la Finlande, l'Italie, le Luxembourg et les micro-États de Saint-Marin et du Vatican. La Grèce est le premier pays à lancer une pièce commémorative de 2 € à l'occasion des Jeux olympiques d'Athènes,.
L'année suivante, en 2005, huit pays émettent des pièces commémoratives de 2€, dont l'Autriche, la Belgique et l'Espagne qui en produisent pour la première fois. La Finlande, l'Italie, le Luxembourg, Saint-Marin et le Vatican émettent déjà leur deuxième pièce.
Sept pays émettent une pièce commémorative de 2 € en 2006, parmi lesquels l'Allemagne qui émet sa première pièce, qui est aussi la première de la série consacrée aux Länder allemands.
L'année 2007 est marquée par le 50e anniversaire du Traité de Rome et l'entrée de la Slovénie dans la zone euro. Les 13 pays de l'Union européenne utilisant l'euro frappent une pièce commémorant l'anniversaire du Traité de Rome. C'est la première série de pièces commémoratives de 2 euros. Pour la France, l'Irlande, les Pays-Bas et la Slovénie, c'est aussi leur première pièce commémorative. En plus de ces 13 pièces, sept États frappent leur propre pièce commémorative dont Monaco et le Portugal, qui émettent leur première pièce commémorative de leur propre initiative.

### Nombre de pièces émises par année et par pays
| Pays        | Nombre de pièces émises (2004-2024) | 2004 | 2005 | 2006 | 2007 | 2007   | 2008 | 2009 | 2009   | 2010 | 2011 | 2012 | 2012   | 2013 | 2014 | 2015 | 2015   | 2016 | 2017 | 2018 | 2019 | 2020 | 2021 | 2022[f] | 2022[f] | 2023 | 2024 | 2025 |
| Pays        | Nombre de pièces émises (2004-2024) | 2004 | 2005 | 2006 | nat. | TDR[a] | 2008 | nat. | UEM[b] | 2010 | 2011 | nat. | EUR[c] | 2013 | 2014 | nat. | DRA[d] | 2016 | 2017 | 2018 | 2019 | 2020 | 2021 | nat.    | ERA[e]  | 2023 | 2024 | 2025 |
| ----------- | ----------------------------------- | ---- | ---- | ---- | ---- | ------ | ---- | ---- | ------ | ---- | ---- | ---- | ------ | ---- | ---- | ---- | ------ | ---- | ---- | ---- | ---- | ---- | ---- | ------- | ------- | ---- | ---- | ---- |
| Allemagne   | 31                                  | 0    | 0    | 1    | 1    | 1      | 1    | 1    | 1      | 1    | 1    | 1    | 1      | 2    | 1    | 2    | 1      | 1    | 1    | 2    | 2    | 2    | 1    | 1       | 1       | 2    | 2    | 0    |
| Andorre     | 21                                  |      |      |      |      |        |      |      |        |      |      |      |        |      | 1    | 2    | 0      | 2    | 2    | 2    | 2    | 2    | 2    | 2       | 0       | 2    | 2    | 0    |
| Autriche    | 8                                   | 0    | 1    | 0    | 0    | 1      | 0    | 0    | 1      | 0    | 0    | 0    | 1      | 0    | 0    | 0    | 1      | 1    | 0    | 1    | 0    | 0    | 0    | 0       | 1       | 0    | 0    | 0    |
| Belgique    | 33                                  | 0    | 1    | 1    | 0    | 1      | 1    | 1    | 1      | 1    | 1    | 1    | 1      | 1    | 2    | 1    | 1      | 2    | 2    | 2    | 2    | 2    | 2    | 1       | 1       | 2    | 2    | 0    |
| Chypre      | 8                                   |      |      |      |      |        | 0    | 0    | 1      | 0    | 0    | 0    | 1      | 0    | 0    | 0    | 1      | 0    | 1    | 0    | 0    | 1    | 0    | 0       | 1       | 1    | 1    | 0    |
| Croatie     | 3                                   |      |      |      |      |        |      |      |        |      |      |      |        |      |      |      |        |      |      |      |      |      |      |         |         | 1    | 2    | 0    |
| Espagne     | 26                                  | 0    | 1    | 0    | 0    | 1      | 0    | 0    | 1      | 1    | 1    | 1    | 1      | 1    | 2    | 1    | 1      | 1    | 1    | 2    | 1    | 1    | 1    | 2       | 1       | 2    | 2    | 0    |
| Estonie     | 17                                  |      |      |      |      |        |      |      |        |      | 0    | 0    | 1      | 0    | 0    | 0    | 1      | 1    | 1    | 2    | 2    | 2    | 2    | 2       | 1       | 1    | 1    | 0    |
| Finlande    | 37                                  | 1    | 1    | 1    | 1    | 1      | 1    | 1    | 1      | 1    | 1    | 1    | 1      | 2    | 2    | 2    | 1      | 2    | 2    | 2    | 1    | 2    | 2    | 2       | 1       | 2    | 2    | 0    |
| France      | 33                                  | 0    | 0    | 0    | 0    | 1      | 1    | 0    | 1      | 1    | 1    | 1    | 1      | 2    | 2    | 2    | 1      | 2    | 2    | 2    | 2    | 2    | 2    | 2       | 1       | 2    | 2    | 0    |
| Grèce       | 29                                  | 1    | 0    | 0    | 0    | 1      | 0    | 0    | 1      | 1    | 1    | 0    | 1      | 2    | 2    | 1    | 1      | 2    | 2    | 2    | 2    | 2    | 1    | 1       | 1       | 2    | 2    | 0    |
| Irlande     | 8                                   | 0    | 0    | 0    | 0    | 1      | 0    | 0    | 1      | 0    | 0    | 0    | 1      | 0    | 0    | 0    | 1      | 1    | 0    | 0    | 1    | 0    | 0    | 0       | 1       | 1    | 0    | 0    |
| Italie      | 36                                  | 1    | 1    | 1    | 0    | 1      | 1    | 1    | 1      | 1    | 1    | 1    | 1      | 2    | 2    | 2    | 1      | 2    | 2    | 2    | 1    | 2    | 2    | 2       | 1       | 2    | 2    | 0    |
| Lettonie    | 17                                  |      |      |      |      |        |      |      |        |      |      |      |        |      | 1    | 2    | 1      | 2    | 2    | 2    | 1    | 1    | 1    | 1       | 1       | 1    | 1    | 0    |
| Lituanie    | 17                                  |      |      |      |      |        |      |      |        |      |      |      |        |      |      | 1    | 1      | 1    | 1    | 2    | 2    | 2    | 2    | 2       | 1       | 1    | 1    | 0    |
| Luxembourg  | 37                                  | 1    | 1    | 1    | 1    | 1      | 1    | 1    | 1      | 1    | 1    | 2    | 1      | 1    | 2    | 2    | 1      | 1    | 2    | 2    | 2    | 2    | 2    | 2       | 1       | 2    | 2    | 0    |
| Malte       | 29                                  |      |      |      |      |        | 0    | 0    | 1      | 0    | 1    | 1    | 1      | 1    | 2    | 2    | 1      | 2    | 2    | 2    | 2    | 2    | 2    | 2       | 1       | 2    | 2    | 0    |
| Monaco      | 14                                  | 0    | 0    | 0    | 1    | 0      | 0    | 0    | 0      | 0    | 1    | 1    | 0      | 1    | 0    | 1    | 0      | 1    | 1    | 1    | 1    | 1    | 1    | 1       | 0       | 1    | 1    | 0    |
| Pays-Bas    | 9                                   | 0    | 0    | 0    | 0    | 1      | 0    | 0    | 1      | 0    | 1    | 0    | 1      | 2    | 1    | 0    | 1      | 0    | 0    | 0    | 0    | 0    | 0    | 0       | 1       | 0    | 0    | 0    |
| Portugal    | 33                                  | 0    | 0    | 0    | 1    | 1      | 1    | 1    | 1      | 1    | 1    | 1    | 1      | 1    | 2    | 2    | 1      | 2    | 2    | 2    | 2    | 2    | 2    | 1       | 1       | 2    | 2    | 0    |
| Saint-Marin | 32                                  | 1    | 1    | 1    | 1    | 0      | 1    | 1    | 0      | 1    | 1    | 0    | 1      | 1    | 2    | 2    | 0      | 2    | 2    | 2    | 2    | 2    | 2    | 2       | 0       | 2    | 2    | 0    |
| Slovaquie   | 19                                  |      |      |      |      |        |      | 1    | 1      | 0    | 1    | 0    | 1      | 1    | 1    | 1    | 1      | 1    | 1    | 1    | 1    | 1    | 1    | 1       | 1       | 2    | 1    | 0    |
| Slovénie    | 20                                  |      |      |      | 0    | 1      | 1    | 0    | 1      | 1    | 1    | 0    | 1      | 1    | 1    | 1    | 1      | 1    | 1    | 1    | 1    | 1    | 1    | 1       | 1       | 1    | 1    | 0    |
| Vatican     | 31                                  | 1    | 1    | 1    | 1    | 0      | 1    | 1    | 0      | 1    | 1    | 1    | 0      | 2    | 1    | 1    | 0      | 2    | 2    | 2    | 2    | 2    | 2    | 2       | 0       | 2    | 2    | 0    |
| Total       | 548                                 | 6    | 8    | 7    | 7    | 13     | 10   | 9    | 16     | 12   | 16   | 12   | 18     | 23   | 27   | 28   | 19     | 32   | 32   | 36   | 32   | 34   | 31   | 30      | 19      | 36   | 35   | 0    |

| a. 50e anniversaire du traité de Rome b. 10e anniversaire de l'Union économique et monétaire c. 10e anniversaire des billets et pièces en euros d. 30e anniversaire de l'adoption du drapeau européen par l'Union Européenne e. 35e anniversaire du programme Erasmus f. nombre de pièces émises/nombre de pièces annoncées (sous réserves de changement) | - ne faisait pas partie de la zone euro ou n'était pas encore autorisé à émettre de pièce en euro - n'a pas émis de pièce - a émis au moins une pièce - pièce(s) annoncée(s) mais pas encore toutes émises |
| | |

### Détail des émissions par année
| Années 2000                     | Années 2010                                       | Années 2020                   |
| ------------------------------- | ------------------------------------------------- | ----------------------------- |
| - 2004 2005 2006 2007 2008 2009 | 2010 2011 2012 2013 2014 2015 2016 2017 2018 2019 | 2020 2021 2022 2023 2024 2025 |

### Émissions programmées au delà de cette année
Certains pays ont déjà annoncé leurs thèmes jusqu'en 2025 :
- Allemagne : une pièce dédiée au méandre de la Sarre[17] (série Länder II)
- Slovaquie : une pièce commémorant le 100e anniversaire du Championnat d'Europe de hockey sur glace 1925 en Tchécoslovaquie[18].
- Espagne : une pièce dédiée à la Vieille ville de Salamanque (série Patrimoine mondial)

### Émissions annulées
Avant la validation du projet de frapper une 2 euros commémorative, un sous-comité pièces métalliques réunit au préalable les directeurs du Trésor des pays de la zone euro pour soumettre chaque projet à l'accord des États de zone Euro et de la Commission européenne.
En 2015, la Monnaie royale de Belgique souhaitait célébrer le bicentenaire de la bataille de Waterloo qui s'était déroulée en juin 1815 ; les autorités françaises ont présenté un avis défavorable en mars 2015 à l'encontre du projet de pièce présenté obligeant l'institut à détruire les 180 000 pièces déjà produites. La Belgique émettra toutefois ce thème sous la forme de pièce de collection d'une valeur de 2€½.
Juste auparavant, c'était la Monnaie de Paris qui s'est vu refuser le projet de célébrer le 500e anniversaire de la bataille de Marignan, que la France comptait émettre également en juin 2015 ; l'Italie s'est opposé à ce projet.
D'autres projets ont pu faire l'objet d'une intention sans forcément être rejetés par la commission européenne. On trouve par exemple le projet par la Belgique d’émettre une pièce pour le 100e anniversaire du Tour des Flandres en mars-avril 2013 mais le projet fut abandonné.